# Nyamasembe
Nyamasembe är ett vattendrag i Burundi.   Det ligger i provinsen Makamba, i den södra delen av landet, 120 km söder om huvudstaden Bujumbura.
Omgivningarna runt Nyamasembe är en mosaik av jordbruksmark och naturlig växtlighet. Runt Nyamasembe är det ganska tätbefolkat, med 108 invånare per kvadratkilometer.